# Tischeria gouaniae
Tischeria gouaniae là một loài bướm đêm thuộc họ Tischeriidae. Nó được tìm thấy ở Belize.
Sải cánh dài 5-5.2 mm.
Ấu trùng ăn Gouania polygama. Chúng ăn lá nơi chúng làm tổ.